# 低矮早熟禾
低矮早熟禾（学名：Poa infirma）为禾本科早熟禾属下的一个种。

## 扩展阅读
- 維基物種上的相關：低矮早熟禾